# Бира, Шагдарын
Бира Шагдарын (3 сентября 1927 года, Улан-Батор — 13 февраля 2022 года, там же) — монгольский историк, культуролог, монголовед. Доктор исторических наук. Президент Монгольского рериховского общества и генеральный секретарь Международной ассоциации монголоведения. Почётный доктор МГИМО МИД России.

## Биография
Родился Бира Шагдарын 3 сентября 1927 года в городе Улан-Баторе. После окончания школы в 1946 году по личному решению самого маршала Х. Чойбалсана Шагдарын Бира был послан учиться в СССР. В 1951 году окончил Московский государственный институт международных отношений. В 1951—1957 годах в вузах Монголии Шагдарын Бира преподавал историю международных отношений. В 1960 году Ш. Бира окончил аспирантуру в Институте востоковедения Академии наук СССР, его руководителем, учителем и наставником был Юрий Николаевич Рерих.
Шагдарын Бира вспоминал о своём учителе:

...Я долго не подавал на утверждение тему моей диссертации по культурной революции в Монголии. Наконец решился сказать об этом своим руководителям. И в один прекрасный день заведующий аспирантурой Баранов — замечательный человек, он не заставлял спешить с выбором темы — вызвал меня и говорит: «Вы знаете, к нам приехал очень интересный профессор из Индии, причем он русский, эмигрант. Очень странный человек, но если он захочет взять вас в качестве аспиранта, считайте, что вам повезло. Только я не могу его просить, вы должны сами к нему идти». Баранов дал мне адрес Юрия Николаевича. Его квартира была на
Ленинском проспекте, в доме 62. А я жил тоже на Ленинском проспекте, в аспирантском общежитии
Академии наук. Это было в октябре 1957 года. Я решил пойти. Легко нашел, позвонил. Дверь открыл очень интеллигентный человек, совсем непохожий на тогдашних русских интеллигентов. Первое, что бросилось в глаза, — это костюм тройка. Монгольские черты лица, узкие глаза... Он вежливо пригласил меня войти. Я представился, сказал, что приехал из Монголии, аспирант, ищу руководителя. «Зачем искать? — удивился он. — Искать не надо, тут много ученых».
Я объяснил, что хочу изучать санскрит, тибетский и другие восточные языки, хочу работать в области историографии и источниковедения. Рассказал, что с детства был маленьким ламой. Юрий Николаевич очень заинтересовался, спросил: «Неужели? Сколько же вам было лет?» Я ответил, что мне было тогда 8–9 лет, что немножко знаю тибетский, могу читать, но переводить не умею. Он тут же согласился стать моим руководителем...
Шагдарын Бира в 1960 году защитил кандидатскую диссертацию на тему: «Опыт историографического исследования «Сер-ги Дептэра», посвящённая изучению монгольской тибетоязычной исторической литературы.
В 1972 году Шагдарын Бира защитил докторскую диссертацию на тему: «Монгольская историография в 13-17 веках» при Институте востоковедения Академии наук СССР. В 1972 году Ш. Бира был избран Академиком Академии наук МНР.  В 1978 году в Москве выходит из печати индивидуальная монография ученого "Монгольская историография (XIII-XVII вв.)" посвященная углубленному источниковедческому изучению известных в то время средневековых монгольских, китайских и персидских источников.    
В 1987—2012 годах Шагдарын Бира занимал должности — научного сотрудника, вице-президента Академии наук Монголии, Генерального секретаря Международной ассоциации монголоведения.
Шагдарын Бира — действительный член Академии наук Монгольской Народной Республики (1973), Генеральный секретарь Международной Ассоциации монголоведения с 1987 года.
Умер 13 февраля 2022 года в Улан-Баторе на 95-м году жизни.

## Заслуги
- «Заслуженный деятель науки Монголии» (1996),
- «Герой Труда Монголии»,
- Почётная медаль UNESCO за труд написания истории Центральной Азии и Монголии,
- В 2002 году Английским королевским обществом (the Royal Asiatic Society of the Great Britain) награждён Denis Sinor Medal за изучение центральной Азии,
- Международная премию «Fukuoka Asian Culture Prize» (Япония), за выдающие научные труды по истории и культуре Монголии (2006),
- Почётный доктор МГИМО МИД России (2001),
- Почётный доктор Института Востоковедения Российской Академии Наук (2007),
- Почётный профессор Университета Внутренней Монголии (КНР, 1993),
- Почётный доктор Международной Академии культуры Индии,
- Почётный член Евро-Азийского общества США (Нью-Йорк).